# Mike Mampuya
Mawawu Willems „Mike” Mampuya (ur. 17 lutego 1983 w Verviers) – piłkarz z Demokratycznej Republiki Konga na pozycji prawego obrońcy lub pomocnika.